# Estadio Akron
Estadio Omnilife – stadion piłkarski w Zapopan (aglomeracja Guadalajary), w Meksyku. Został zaprojektowany w 2003 roku i wybudowany w latach 2004–2010, według projektu pracowni Jean-Marie Massaud'a. Pojemność obiektu wynosi 49 850 widzów. Trybuny są dwupiętrowe. Stadion posiada 280 miejsc dla osób niepełnosprawnych oraz 330 lóż biznesowych po 12 lub 13 osób. Pod stadionem znajduje się 780 miejsc parkingowych, a w jego sąsiedztwie dalszych 5 000. W środku obiektu mieszczą się również sklepy, restauracje, kino, przestrzeń dla dzieci oraz ścianka wspinaczkowa. Swoje spotkania na stadionie rozgrywa klub C.D. Guadalajara. Obiekt zainaugurowano 30 lipca 2010 roku meczem towarzyskim pomiędzy Guadalajarą a Manchesterem United, wygranym przez gospodarzy 3:2. Stadion był jedną z aren Mistrzostw Świata U-17 w 2011 roku.
Stadion wyróżnia się nietypową konstrukcją, mającą swym wyglądem przypominać wulkan. Trybuny osłonięte są od zewnątrz łagodnie odchodzącymi od poziomu betonowymi ścianami pokrytymi trawnikiem o łącznej powierzchni 70 000 m², tworząc na tle krajobrazu wrażenie sztucznego wzgórza. Biały dach stadionu, oparty na szesnastu kolumnach ma z kolei przypominać unoszącą się nad wulkanem chmurę dymu.